# 植木宏
植木 宏（うえき ひろし、1953年11月28日 - ）は、日本の実業家。メルシャン代表取締役社長・CEOや、キリンビールマーケティング代表取締役社長、富士ミネラルウォーター代表取締役社長、日本ワイナリー協会理事長などを務めた。

## 人物・経歴
栃木県宇都宮市出身。栃木県立宇都宮東高等学校を経て、1976年小樽商科大学商学部卒業、キリンビール入社。2003年関信越地区本部長。2006年国内酒類カンパニー営業本部営業部長。2007年取締役営業本部営業部長。2008年メルシャン常務執行役員ワイン営業本部長。
2009年からメルシャン代表取締役社長・CEOを務め、水産飼料事業部の循環取引による売上水増し問題に社内調査委員会委員長として対応し、2010年にはキリンホールディングスによる完全子会社化を実行するなど、経営改革にあたった。同年日本ワイナリー協会理事長。
2011年キリンマーチャンダイジング代表取締役社長。2012年キリンビールマーケティング代表取締役社長。2014年富士ミネラルウォーター代表取締役社長。